# 山田順子 (時代考証家)
山田 順子（やまだ じゅんこ、1953年 - ）は、日本の時代考証家、放送作家。

## 経歴
広島県広島市東雲にて2代続いた歯科医の1人娘として生まれ育つ。15歳の時に林美一著作の『時代考証うらおもて』（毎日新聞社、全国書誌番号:73001989）に本屋で偶然出会って時代考証家を志したといい、「民間放送開始の翌日に生まれて、NHKの大河ドラマが始まった年に家にテレビがやって来た。時代劇を見て育ったせいか、それを作りたいと思ったのがきっかけ」であると述べている。
専修大学文学部人文学科・史学コースを卒業。専攻は日本史。
CM制作会社に就職したのち、博報堂で嘱託勤務、CMディレクター、コピーライターとして勤務し、番組制作を学ぶ。1982年に「株式会社スペースエムワイ」を設立、テレビ番組のリサーチと企画構成を事業とし、放送作家・時代考証家となる。
時代考証家としての仕事は1982年からNHK『クイズ面白ゼミナール』で歴史クイズの出題と構成を担当したのが皮切りという。以後、テレビの歴史ドラマ・歴史番組の時代考証、歴史クイズの出題・構成、国内外の旅行番組や音楽番組の構成を担当している。このほか、イベント、テレビCMでも時代考証を手掛けるともに、テレビ出演、講演会、著作で歴史解説を行う。
脚本家・森下佳子とは『JIN-仁-』を始め『天皇の料理番』・『義母と娘のブルース』（いずれもTBS）でも制作スタッフとして一緒に関わり、盟友だと語っている。
趣味はガーデニング。2011年より、戦国武将真田氏の故地として知られる長野県上田市真田町（旧小県郡真田町）において、耕作放棄地をソバ畑などとして再興する事業にも取り組み、「歴史を生かした里づくり」を提唱する。

## テレビ・ラジオ番組

### クイズ・バラエティ
- クイズ面白ゼミナール（NHK） - 出題構成[2]
- 突撃!お笑い風林火山（フジテレビ） - 歴史考証・構成[2]
- 世界ゴッタ煮偉人伝（フジテレビ） - 歴史考証・構成[2]
- 人に話したくなる歴史（フジテレビ） - 歴史考証・構成[2]
- なるほど!ザ・ワールド（フジテレビ） - 出題構成[2]
- 世界ウルルン滞在記（毎日放送）[2]
- クイズ!年の差なんて（フジテレビ） - 出題構成[2]
- クイズ百点満点（NHK） - 出題構成[2]

### 音楽番組
- おしゃべりクラシック（NHK） - 構成演出[2]
- いろはに邦楽（NHK） - 構成演出[2]
- 邦楽一座がやってきた!（NHK） - 構成演出[2]
- 小椋佳の歌談の部屋（NHK） - 構成演出[2]

### ドラマ
- JIN-仁-（TBS、2009年・2011年） - 時代考証[2][10]
- 一休さん（フジテレビ、2012年）・一休さん2（同、2013年） - 時代考証[2]
- 天皇の料理番（TBS、2015年） - 時代考証[2][11]
- サムライせんせい（テレビ朝日、2015年） - 時代考証[2]
- この世界の片隅に（TBS、2018年） - 時代考証[2]
- 琥珀の夢（テレビ東京、2018年） - 時代考証[2]
- 義母と娘のブルース（TBS、2018年） - 古語指導[7]
- べらぼう〜蔦重栄華乃夢噺〜（NHK総合、2025年） - 吉原風俗考証[7]

### 情報・教養番組
- すっぴん! 水曜「ユカイな江戸暮らし」コーナー（NHKラジオ、2017 - 2018年度[12][注 5]） - 出演：レギュラー解説者

## 書籍

### 著書
- 『時代考証おもしろ事典〜テレビ時代劇を100倍楽しく観る方法〜』（実業之日本社）
- 『なぜ、江戸の庶民は時間に正確だったのか？』（実業之日本社）
- 『本当に江戸の浪人は傘張りの内職をしていたのか？』（実業之日本社）
- 『幕末のお江戸を時代考証！』（KKベストセラーズ）
- 『江戸グルメ誕生〜時代考証で見る江戸の味〜』（講談社）
- 『時代考証家に学ぶ時代劇の裏側』（講談社）
- 『お江戸八百八町三百六十五日』（実業之日本社）
- 『新説 真田三代ミステリー』（実業之日本社）
- 『時代考証家が教える 江戸の暮らしがわかる本』（実業之日本社）
- 『絵解き「江戸名所百人美女」江戸美人の粋なくらし』（淡交社）
- 『海賊がつくった日本史』（実業之日本社）

### 監修・考証

#### 漫画
- 稲光伸二『大江戸!!あん♥プラグド』[2]
- 川田弥一郎原作、高瀬理恵著『江戸の検屍官』[2]
- 細野不二彦『いちまつ捕物帳』[2]
- 河合単『銀平飯科帳』[2]
- 黒江S介『サムライせんせい』[2]
- 畠中恵原作、みもり漫画『しゃばけ』[2]
- 鍋島雅治作、はしもとみつお画『魚河岸十兵衛』[2]